# Remy Hii
Remy Hii (Kota Kinabalu, 24 luglio 1986) è un attore australiano di origine cino-malese.

## Biografia

### Primi anni
Hii è nato in Malaysia da padre cino-malese e madre britannica originaria di Manchester, dopo che la famiglia paterna aveva abbandonato la Cina e vi si era stabilita dopo la Rivoluzione Culturale. A otto anni si è poi trasferito coi genitori a Townsville, Queensland, dove ha frequentato la  Queensland University of Technology e si è appassionato alla recitazione prendendo parte a The Emerge Project, una sezione della Switchboard Arts con cui si è esibito in una serie di produzioni originali ad opera di drammaturghi di Brisbane tra il 2005 e il 2007. Dal 2009 al 2011 ha frequentato il National Institute of Dramatic Art (NIDA) di Sydney e ha suonato nel gruppo Indie rock RAPIDS, assieme a Will Shepherd, Angus McLaren e Jamie Timonio, pubblicando un EP con lo stesso nome della band nel 2010.

### Carriera
Il debutto teatrale di Hii come professionista è stato con la produzione della Queensland Theatre Company "The Estimator" nel 2007, dopo essere stato notato dal drammaturgo David Brown che si esibiva in una lettura teatrale con The Emerge Project. Successivamente ha preso parte in ruoli minori a serie televisive quali East of Everything e H2O, mentre nel 2011 ha preso parte al cortometraggio Kiss. Hii ha avuto il suo primo ruolo da protagonista interpretando Van Tuong Nguyen nella miniserie televisiva in quattro parti della SBS Better Man, andata in onda dal 25 luglio 2013 e tratta da una storia vera. Il ruolo ha portato Hii a ricevere una nomination come miglior attore protagonista in un dramma televisivo agli AACTA Awards 2014 e il riconoscimento come miglior esordiente ai Logie Awards 2014.
Il 12 giugno 2013, Hii si è unito al cast della soap opera Neighbors nel ruolo di Hudson Walsh, inizialmente previsto per durare solo pochi episodi e in seguito esteso per oltre un mese di programmazione. L'anno successivo Hii è stato scritturato per interpretare il principe Jingim nella serie Netflix Marco Polo, cancellata dopo sole due stagioni nel 2016. Nel 2017, Hii è apparso nel thriller di Paul Currie 2:22 - Il destino è già scritto, ed è stato un personaggio ricorrente della serie televisiva Sisters. Nel 2018 ha interpretato Alistair Cheng nella commedia romantica Crazy & Rich, adattamento cinematografico del romanzo Asiatici ricchi da pazzi di Kevin Kwan.
Dal 2018 al 2019, ha interpretato il patologo forense Simon Van Reyk in Harrow, mentre nel 2019 ha vestito i panni di Brad Davis in Spider-Man: Far from Home. Avrebbe dovuto interpretare il ruolo principale di Luen in Jane the Novela, spin-off di Jane the Virgin, ma la serie è stata scartata da The CW. Nel febbraio 2021, Hii ha recitato nel ruolo di Ben Zhao nella drammedia ABC Aftertaste e ha fatto parte del cast corale di Nei panni di una principessa: Inseguendo la stella.

## Filmografia parziale

### Attore

#### Cinema
- Beyond Blood, regia di Kelly Chen - cortometraggio (2009)
- Maligayang Pasko, regia di Remy Hii e Anna McGahan - cortometraggio (2009)
- Origami, regia di Mansoor Noor - cortometraggio (2010)
- Kiss, regia di Alex Murawski - cortometraggio (2011)
- Treading Water, regia di Melissa Anastasi - cortometraggio (2012)
- Mirrors, regia di Burgess Abernethy - cortometraggio (2013)
- 2:22 - Il destino è già scritto (2:22), regia di Paul Currie (2017)
- Crazy & Rich (Crazy Rich Asians), regia di Jon M. Chu (2018)
- Spider-Man: Far from Home, regia di Jon Watts (2019)
- Nei panni di una principessa: Inseguendo la stella (The Princess Switch 3: Romancing the Star), regia di Michael Rohl (2021)

#### Televisione
- East of Everything - serie TV, 2 episodi (2009)
- H2O (H2O: Just Add Water) - serie TV, 4 episodi (2009)
- Better Man - miniserie TV, 4 episodi (2013)
- Neighbors - soap opera, 203 puntate (2013-2014)
- Marco Polo - serie TV, 20 episodi (2014-2016)
- Sisters - serie TV, 5 episodi (2017)
- Harrow - serie TV, 16 episodi (2018-2019)
- Aftertaste - serie TV, 6 episodi (2021)
- Wellmania – serie TV, 8 episodi (2023)

### Doppiatore
- Arcane - serie animata, 7 episodi (2021)

## Doppiatori italiani
Nelle versioni in italiano delle opere in cui ha recitato, Remy Hii è stato doppiato da:
- Daniele De Lisi in Harrow, Spider-Man: Far from Home, Nei panni di una principessa: Inseguendo la stella, Wellmania
- Leonardo Graziano in Marco Polo
- Gabriele Vender in Crazy & Rich
- Dario Sansalone in Aftertaste

Da doppiatore è stato sostituito da:
- Fabrizio Manfredi e Raffaele Palmieri in Arcane
- Renato Novara in Arkie e la magia delle luci